# TAZARA

Мережа залізниць Танзанії
(interactive version)
1000 мм, 1067 мм (TAZARA)

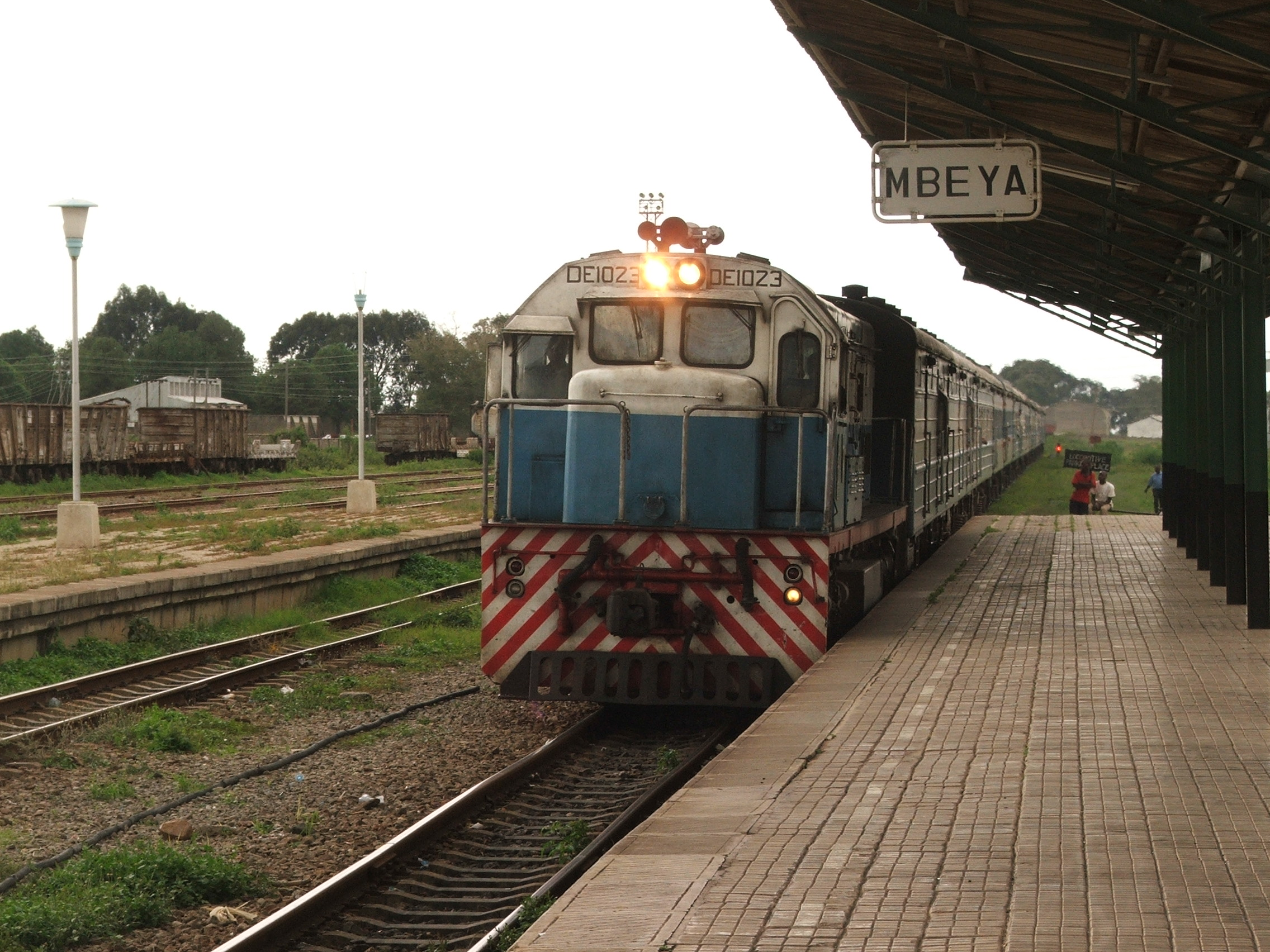
Станція Mbeya

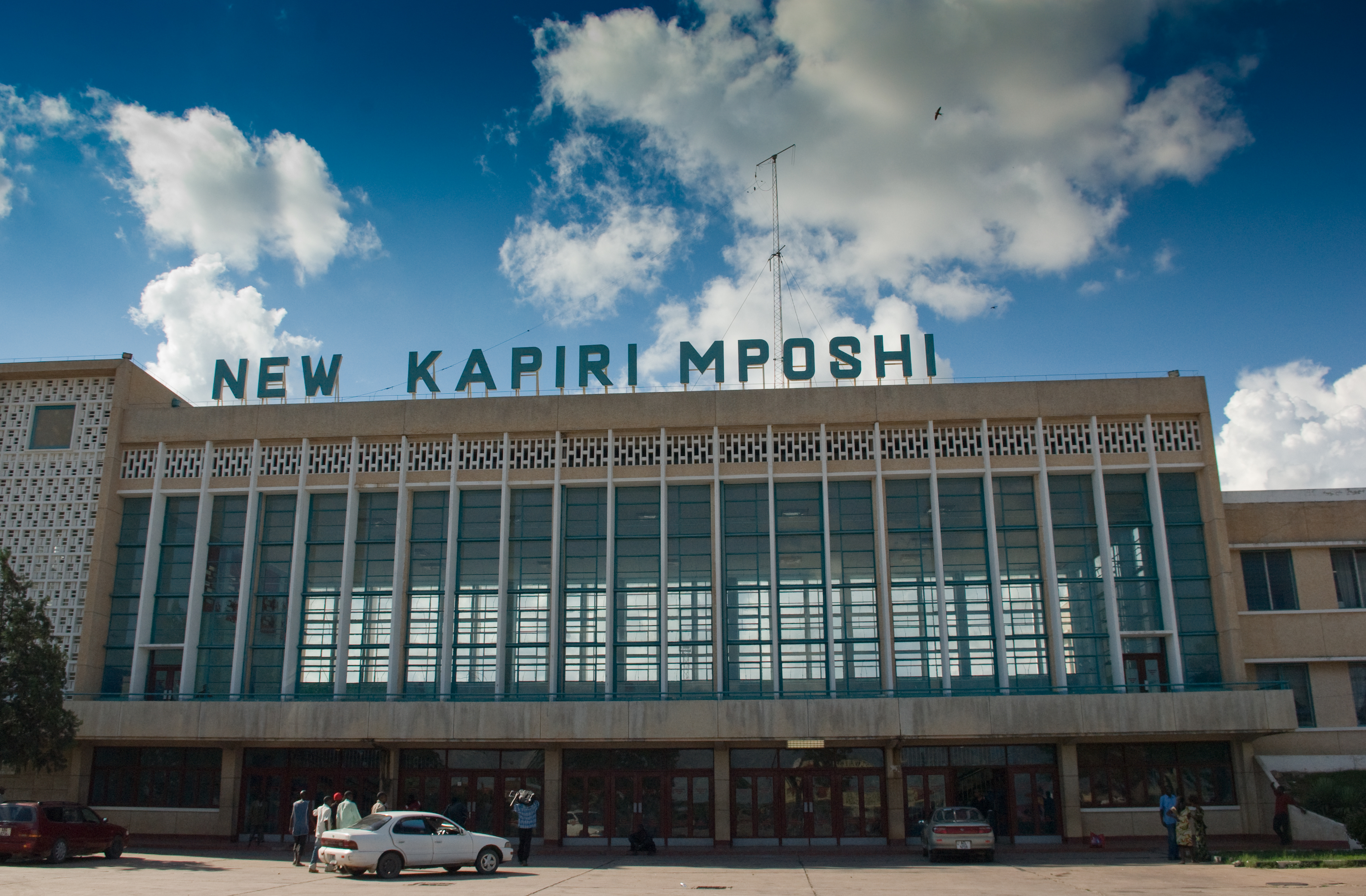
Кінцева станція в Капірі-Мпоші

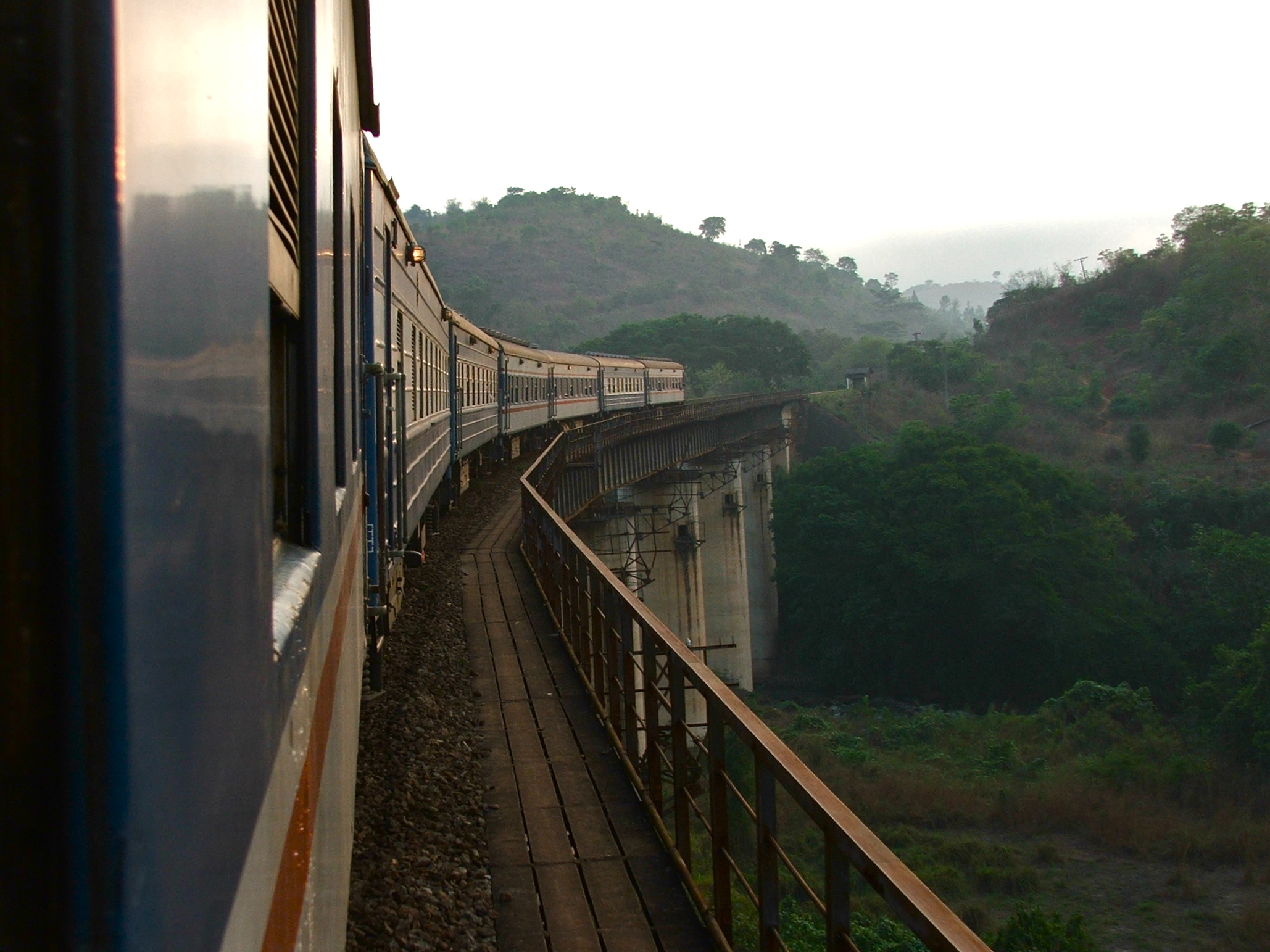
колія біля міста Ірінга

TAZARA, також залізниця Ухуру, також залізниця Танзам — залізниця у Східній Африці, яка сполучає порт Дар-ес-Салам у східній частині Танзанії з містом Капірі-Мпоші в Центральній провінції Замбія. Одноколійна залізниця завдовжки 1860 км, є під орудою Tanzania-Zambia Railway Authority (TAZARA).
Під орудою урядів Танзанії, Замбії та Китаю була побудована залізниця, щоб ліквідувати економічну залежність Замбії від Родезії та Південної Африки Залізниця забезпечила можливість експорту міді та кобальту з копалень Мідного поясу Замбії, уникаючи транзиту через Родезію та ПАР.
Залізниця була побудована у 1970 — 1975 роках за підтримки та кошт Китаю. На момент завершення будівництва, TAZARA була найдовшою залізницею в Африці на південь від Сахари TAZARA також був найбільшим проектом зовнішньої допомоги, що втілювався Китаєм у той час, вартістю 406 млн. дол. США (еквівалент 2,56 млрд. дол. США на середину 2010-х).
TAZARA зіткнувся з операційними труднощами з самого початку і працював за постійною допомогою з боку Китаю, ряду європейських країн та США . В 1986 році вантажообіг досяг пікової точки на рівні 1,2 млн. тон, але почав знижуватися в 1990-х роках по скасуванню апартеїду в Південній Африці, а незалежність Намібії відкрила альтернативний транспортний маршрут для експорту міді Замбії. Вантажний трафік у 2014/2015 фіскальному році (FY) скоротився до історичного мінімуму у 88 000 тон, що становило менше 2% від проектної потужності залізниці — 5 млн. тон на рік. Після зміни менеджменту у 2015 році, обсяги залізничних перевезень залізницею Танзам почали поступово зростати, досягнувши 210 161 тон за результатами 2021/2022 фіскального року.

## Колія
TAZARA має капську колію — 1067 мм, що широко використовується на півдні Африки TAZARA має стикування із залізницею Замбії в Капірі-Мпоші, що також має капську колію. Решта залізниць Танзанії  мають ширину колії 1000 мм. В 1998 році в Кидату була збудована перевантажувальна станція з можливістю зміни візка

## Пасажирський трафік
Станом на лютий 2016 р. два пасажирські поїзди на тиждень перетинають весь TAZARA в кожному напрямку. Відправлення відбувається по вівторках та п'ятницях у кожному напрямку. Новий експрес-потяг курсує по п'ятницях з Дар-ес-Салам і вівторках з Капірі-Мпоші. Звичайний поїзд зупиняється у всіх зупинних пунктах, а експрес-потяг робить кілька зупинок Вся поїздка, як заплановано, займає 36 годин, хоча затримки можуть продовжити подорож до 50 годин або більше. [8] [3] Потяги на TAZARA працюють повільніше, ніж автобуси, але дешевші та безпечніші Служба пасажирських перевезень TAZARA планують залучили іноземних туристів, які бажають побачити краєвид та дику природу вздовж залізниці.
Південноафриканська компанія Rovos Rail експлуатує потяг "Pride of Africa", розкішний поїзд, яким проводять періодичні екскурсії з Кейптауна до Дар-ес-Салама через TAZARA. В 2012 було введено приміське залізничне сполучення залізницею TAZARA між Дар-ес-Салаамом та його передмістями

## Локомотиви
| Тип   | Кількість | Виробник     | Джерело       |  |
| ----- | --------- | ------------ | ------------- |  |
| SDD20 | 10        | CSR Qishuyan | [ 12 ] [ 13 ] |  |
| U30C  | 10        | Krupp        | [ 13 ]        |  |
| CK6   |           | CSR Chengdu  | [ 14 ]        |  |
|       |           |              |               |  |